# Ricardo Guzmán
Ricardo Guzmán (* 5. Mai 1961) ist ein ehemaliger mexikanischer Fußballspieler, der in der Verteidigung agierte.

## Laufbahn
Guzmán gewann mit dem Hauptstadtverein Club Universidad Nacional die ersten beiden Meistertitel in der Vereinsgeschichte der Pumas. Sein Anteil hieran war jedoch von untergeordneter Bedeutung, weil Guzmán in der Spielzeit 1976/77 lediglich zu einem zehnminütigen Einsatz in den an die Punktspielrunde anschließenden Liguillas kam und er auch in der Saison 1980/81 mit nur zwei Einsätzen (je einer in der Punktspielrunde und den Liguillas) nicht zur Stammformation gehörte. Insgesamt absolvierte er zwischen 1976 und 1982 nur zwölf Einsätze für die Pumas. Die Saison 1982/83 verbrachte er bei Chivas Guadalajara, für die er sechs Einsätze bestritt.

## Erfolge
- Mexikanischer Meister: 1976/77, 1980/81